# Krusty's Fun House
Krusty's Fun House är ett datorspel baserad på den animerade TV-serien Simpsons . Spelet utvecklades under namnet Rat-Trap av Fox William för det brittiska programvaruföretaget Audiogenic, som licensierade det till Acclaim Entertainment. 
Spelet kom ut mellan 1992 och 1993 till Amiga, NES, IBM PC, Sega Master System, Game Boy, Super NES och Mega Drive /Genesis Acclaim var utgivaren för konsolversionerna, och version till PC-datorer stod Virgin för. Versionen för Super NES och Mega Drive / Genesis gick under titeln Krusty's Super Fun House. 

## Spelet
Krustys nöjehus har fått besök av råttor och spelarens uppgift är att styra Krusty genom nöjeshuset och få bort råttorna. Varje nivå är uppbyggd som ett labyrint, och ett antal råttor måste utrotas. Med hjälp av olika föremål och hinder måste Krusty skapa en väg som råttorna följer, och vägleda dem ut ur huset. I nöjeshuset finns också andra djur som ormar och flygande grisar som försöker hindra Krusty och skadar honom. För att få bort dessa djur måste Krusty kasta pajer på dem. 
I slutet av varje nivå medverkar en karaktär från TV-serien som  Bart och Homer Simpson samt Sideshow Mel. För att komma tillbaka till en nivå använder spelet ett lösenordssystem som meddelas i början av varje nivå.